# ACF Fiorentina 2014-2015
Questa voce raccoglie le informazioni riguardanti l'ACF Fiorentina nelle competizioni ufficiali della stagione 2014-2015.

## Stagione
Assegnata al penultimo girone di Europa League, la Fiorentina ha una partenza stentata in campionato dove consegue 9 punti sino alla pausa di ottobre. Di tutt'altro stampo è il percorso europeo, con la qualificazione ottenuta anzitempo. La reazione si manifesta anche sul fronte nazionale, con una risalita che permette di terminare il girone di andata al 6º posto.

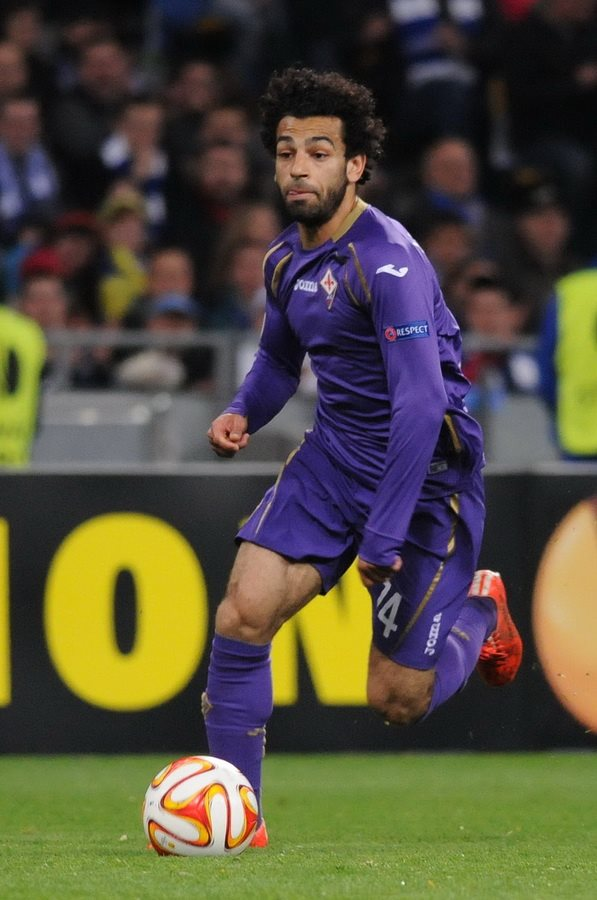
L'egiziano Mohamed Salah, acquistato nel gennaio 2015.

Raggiunta la semifinale di Coppa Italia, i viola si giovano - inoltre - del nuovo acquisto Salah, subito autore di più reti tra campionato e coppe. In campo europeo hanno la meglio sulla Roma, arrendendosi però alla Juventus in coppa nazionale. L'ingresso in finale di Europa League viene mancato, con la formazione eliminata dal Siviglia (futuro vincitore) dopo aver battuto la Dinamo Kiev nei quarti. La Fiorentina non demorde però in campionato, ottenendo il 4º posto e un'ulteriore qualificazione al torneo (la terza consecutiva) grazie ai 15 punti conquistati negli ultimi 5 turni.

## Divise e sponsor
Lo sponsor tecnico per la stagione 2014-2015 è Joma per il terzo anno consecutivo. Terminato il contratto di sponsorizzazione con Mazda, la società non riesce ad accordarsi con nessun main sponsor per la divisa da gioco, che resta pertanto sguarnita durante il pre-campionato e per la prima gara europea, recando in seguito per le partite ufficiali il logo di Save the Children, con la quale la Fiorentina ha un accordo già da varie stagioni per motivi di beneficenza ma non costituisce lo sponsor principale.
Le maglie sono composte per il 94% da poliestere e per il 6% da cotone e presentano tecnologia Drymx e Micro mesh System, oltre al sistema Flatlock per evitare l'abrasione con la pelle.
Per due partite, in casa contro l'Inter e contro la Lazio, la squadra scende in campo con un completo spezzato dal cosiddetto panta-nero, ovvero con maglia e calzettoni viola e pantaloncini neri, a lungo invocati da buona parte del pubblico e utilizzati frequentemente in passato, specialmente negli anni '50 e '70. In particolare nella sola partita con l'Inter la maglia ha mostrato come sponsor il logo della Volkswagen, divenuto nei giorni precedenti alla gara sponsor secondario.
| Casa | Trasferta | Terza | Casa alt. |

## Organigramma societario
Area direttiva
- Presidente: Mario Cognigni
- Consiglio di amministrazione: Andrea Della Valle, Mario Cognigni, Sandro Mencucci, Paolo Borgomanero, Maurizio Boscarato, Carlo Montagna, Giovanni Montagna, Paolo Panerai, Gino Salica, Stefano Sincini
- Collegio sindacale - sindaci effettivi: Franco Pozzi, Massimo Foschi, Giancarlo Viccaro, Gilfredo Gaetani, Fabrizio Redaelli
- Amministratore delegato e direttore generale: Sandro Mencucci
- Direttore esecutivo e Responsabile sviluppo progetti commerciali - Gianluca Baiesi
- Segretaria di presidenza: Fabio Bonelli
- Direttore amministrazione, finanza e controllo: Gian Marco Pachetti

Area organizzativa
- Team Manager: Roberto Ripa
- Club Manager: Vincenzo Guerini
- Direttore area stadio e sicurezza: Maurizio Francini
- Resp. risorse umane: Grazia Forgione
- IT Manager': Andrea Ragusin

Area comunicazione
- Direttore comunicazione: Elena Turra
- Ufficio Stampa: Luca di Francesco
- Direttore responsabile www.ViolaChannel.tv: Luca Giammarini
- Business & Brand Development Manager: Sergi Bernadi

Area tecnica
- Direttore sportivo: Daniele Pradè
- Direttore tecnico e resp. settore giovanile: Eduardo Macía
- Allenatore: Vincenzo Montella
- Viceallenatore: Daniele Russo
- Preparatore atletico: Emanuele Marra
- Training Load analyst: Cristian Savoia
- Collaboratori tecnici: Nicola Caccia, Riccardo Manno
- Analisi tattiche: Simone Montanaro
- Allenatore portieri: Alejandro Rosalen Lopez
- Preparatore atletico recupero infortunati: Damir Blokar

Area sanitaria
- Direttore area medico-sanitaria: Paolo Manetti
- Coordinatore e responsabile scientifico: Giorgio Galanti
- Medici sociali: Jacopo Giuliattini, Luca Pengue
- Massofisioterapisti: Stefano Dainelli, Maurizio Fagorzi
- Fisioterapista: Francesco Tonarelli, Luca Lonero, Filippo Nannelli, Simone Michelassi

## Rosa
Rosa aggiornata al 2 febbraio 2015.
| N. |                        | Ruolo | Calciatore                        |
| -- | ---------------------- | ----- | --------------------------------- |
| 1  | Brasile (bandiera)     | P     | Neto                              |
| 2  | Argentina (bandiera)   | D     | Gonzalo Rodríguez (vice capitano) |
| 4  | Inghilterra (bandiera) | D     | Micah Richards                    |
| 5  | Croazia (bandiera)     | C     | Milan Badelj                      |
| 6  | Perù (bandiera)        | C     | Juan Manuel Vargas                |
| 7  | Cile (bandiera)        | C     | David Pizarro                     |
| 8  | Germania (bandiera)    | C     | Marko Marin                       |
| 9  | Italia (bandiera)      | A     | Alberto Gilardino                 |
| 10 | Italia (bandiera)      | C     | Alberto Aquilani                  |
| 11 | Colombia (bandiera)    | C     | Juan Cuadrado                     |
| 12 | Romania (bandiera)     | P     | Ciprian Tătărușanu                |
| 13 | Ucraina (bandiera)     | C     | Oleksandr Iakovenko               |
| 14 | Cile (bandiera)        | C     | Matías Fernández                  |
| 15 | Montenegro (bandiera)  | D     | Stefan Savić                      |
| 16 | Slovenia (bandiera)    | C     | Jasmin Kurtić                     |
| 17 | Spagna (bandiera)      | C     | Joaquín                           |
| 18 | Italia (bandiera)      | C     | Alessandro Diamanti               |
| 19 | Argentina (bandiera)   | D     | José María Basanta                |
| 20 | Spagna (bandiera)      | C     | Borja Valero                      |
| 21 | Italia (bandiera)      | P     | Cristiano Lupatelli               |

| N. |                      | Ruolo | Calciatore                |
| -- | -------------------- | ----- | ------------------------- |
| 22 | Italia (bandiera)    | A     | Giuseppe Rossi            |
| 23 | Italia (bandiera)    | D     | Manuel Pasqual (capitano) |
| 24 | Italia (bandiera)    | P     | Luca Lezzerini            |
| 25 | Australia (bandiera) | C     | Joshua Brillante          |
| 28 | Spagna (bandiera)    | D     | Marcos Alonso             |
| 29 | Italia (bandiera)    | A     | Federico Bernardeschi     |
| 30 | Senegal (bandiera)   | A     | Khouma el Babacar         |
| 31 | Italia (bandiera)    | P     | Antonio Rosati            |
| 32 | Italia (bandiera)    | C     | Andrea Lazzari            |
| 33 | Germania (bandiera)  | A     | Mario Gómez               |
| 35 | Croazia (bandiera)   | D     | Ricardo Bagadur           |
| 38 | Italia (bandiera)    | C     | Aleandro Rosi             |
| 39 | Italia (bandiera)    | C     | Jacopo Petriccione        |
| 40 | Serbia (bandiera)    | D     | Nenad Tomović             |
| 43 | Italia (bandiera)    | C     | Simone Minelli            |
| 55 | Egitto (bandiera)    | D     | Ahmed Hegazy              |
| 72 | Slovenia (bandiera)  | C     | Josip Iličič              |
| 74 | Egitto (bandiera)    | A     | Mohamed Salah             |
| 77 | Marocco (bandiera)   | A     | Mounir El Hamdaoui        |
| 93 | Brasile (bandiera)   | C     | Octávio                   |

## Calciomercato

### Sessione estiva(dal 1/7 all'1/9)
| Acquisti | Acquisti              | Acquisti        | Acquisti                     |
| R.       | Nome                  | da              | Modalità                     |
| -------- | --------------------- | --------------- | ---------------------------- |
| P        | Ciprian Tătărușanu    | -               | parametro zero               |
| D        | Michele Camporese     | Cesena          | fine prestito                |
| D        | Cristiano Piccini     | Livorno         | fine prestito                |
| D        | José Basanta          | Monterrey       | definitivo (2,60 mln €)      |
| D        | Marcos Alonso Mendoza | Sunderland      | fine prestito                |
| D        | Ricardo Bagadur       | Rijeka          | definitivo                   |
| D        | Micah Richards        | Manchester City | prestito oneroso (1 mln €)   |
| C        | Oleksandr Jakovenko   | Malaga          | fine prestito                |
| C        | Matías Vecino         | Cagliari        | fine prestito                |
| C        | Octávio Merlo Manteca | Botafogo        | prestito                     |
| C        | Joshua Brillante      | Newcastle Jets  | definitivo (1 mln €)         |
| C        | Andrea Lazzari        | Udinese         | fine prestito                |
| C        | Marko Marin           | Chelsea         | prestito                     |
| C        | Milan Badelj          | Amburgo         | definitivo (4 mln €)         |
| C        | Jasmin Kurtić         | Sassuolo        | prestito oneroso (500.000 €) |
| A        | Federico Bernardeschi | Crotone         | fine prestito                |
| A        | Khouma el Babacar     | Modena          | fine prestito                |
| A        | Steve Leo Beleck      | Udinese         | definitivo                   |

| Cessioni | Cessioni                        | Cessioni       | Cessioni                     |
| R.       | Nome                            | a              | Modalità                     |
| -------- | ------------------------------- | -------------- | ---------------------------- |
| P        | Antonio Rosati                  | Napoli         | fine prestito                |
| D        | Modibo Diakité                  | Sunderland     | fine prestito                |
| D        | Mattia Cassani                  | Parma          | definitivo                   |
| D        | Marvin Compper                  | RB Lipsia      | definitivo (550.000 €)       |
| D        | Michele Camporese               | Bari           | prestito                     |
| D        | Cristiano Piccini               | Real Betis     | prestito                     |
| D        | Facundo Roncaglia               | Genoa          | prestito                     |
| C        | Massimo Ambrosini               | -              | fine contratto               |
| C        | Boadu Maxwell Acosty            | Modena         | prestito                     |
| C        | Anderson Luís de Abreu Oliveira | Manchester Utd | fine prestito                |
| C        | Marko Bakić                     | Spezia         | prestito                     |
| C        | Matías Vecino                   | Empoli         | prestito                     |
| C        | Rafał Wolski                    | Bari           | prestito                     |
| C        | Leonardo Capezzi                | Varese         | prestito                     |
| A        | Alessandro Matri                | Milan          | fine prestito                |
| A        | Ryder Matos                     | Córdoba        | prestito                     |
| A        | Ante Rebić                      | RB Lipsia      | prestito oneroso (600.000 €) |
| A        | Kenneth Zohore                  | IFK Göteborg   | prestito                     |
| A        | Steve Leo Beleck                | Crotone        | prestito                     |

### Sessione invernale(dal 5/1/2015 al 2/2/2015)
| Acquisti | Acquisti            | Acquisti     | Acquisti      |
| R.       | Nome                | da           | Modalità      |
| -------- | ------------------- | ------------ | ------------- |
| P        | Antonio Rosati      | Napoli       | definitivo    |
| D        | Aleandro Rosi       | Genoa        | prestito      |
| C        | Alessandro Diamanti | Guangzhou E. | prestito      |
| C        | Rafał Wolski        | Bari         | fine prestito |
| A        | Ryder Matos         | Córdoba      | fine prestito |
| A        | Alberto Gilardino   | Guangzhou E. | prestito      |
| A        | Mohamed Salah       | Chelsea      | prestito      |

| Cessioni | Cessioni            | Cessioni     | Cessioni      |
| R.       | Nome                | a            | Modalità      |
| -------- | ------------------- | ------------ | ------------- |
| D        | Ahmed Hegazy        | Perugia      | prestito      |
| C        | Rafał Wolski        | Malines      | prestito      |
| C        | Marko Marin         | Chelsea      | fine prestito |
| C        | Joshua Brillante    | Empoli       | prestito      |
| C        | Oleksandr Jakovenko | ADO Den Haag | prestito      |
| A        | Ryder Matos         | Palmeiras    | prestito      |
| A        | Juan Cuadrado       | Chelsea      | definitivo    |

## Risultati

### Serie A

#### Girone di andata
| Arbitro: | Guida (Torre Annunziata) |

|                               |           |  |
| Nainggolan 28’ Gervinho 90+3’ | Marcatori |  |

| Firenze 14 settembre 2014, ore 15:00 CEST 2ª giornata | Fiorentina     | 0 – 0 referto | Genoa | Stadio Artemio Franchi (34.058 spett.)\| Arbitro: \| Orsato (Schio) \| |
| Arbitro:                                              | Orsato (Schio) |               |       |                                                                        |

| Arbitro: | Russo (Nola) |

|  |           |            |
|  | Marcatori | 58’ Kurtić |

| Firenze 24 settembre 2014, ore 20:45 CEST 4ª giornata | Fiorentina           | 0 – 0 referto | Sassuolo | Stadio Artemio Franchi (28.175 spett.)\| Arbitro: \| Cervellera (Taranto) \| |
| Arbitro:                                              | Cervellera (Taranto) |               |          |                                                                              |

| Arbitro: | Valeri (Roma) |

|                  |           |             |
| Quagliarella 62’ | Marcatori | 78’ Babacar |

| Arbitro: | Tagliavento (Terni) |

|                                     |           |  |
| Babacar 7’ Cuadrado 19’ Tomović 76’ | Marcatori |  |

| Arbitro: | Peruzzo (Vicenza) |

|  |           |                          |
|  | Marcatori | 35’ Đorđević 90+2’ Lulić |

| Arbitro: | Banti (Livorno) |

|             |           |            |
| De Jong 25’ | Marcatori | 64’ Iličič |

| Arbitro: | Massa (Imperia) |

|                                   |           |  |
| Babacar 44’, 70’ Borja Valero 80’ | Marcatori |  |

| Arbitro: | Giacomelli (Trieste) |

|                                       |           |           |
| Palombo 27’ (rig.) Rizzo 43’ Éder 77’ | Marcatori | 45’ Savić |

| Arbitro: | Valeri (Roma) |

|  |           |             |
|  | Marcatori | 61’ Higuaín |

| Arbitro: | Di Bello (Brindisi) |

|                |           |                            |
| Nico López 39’ | Marcatori | 16’ Rodríguez 62’ Cuadrado |

| Arbitro: | Calvarese (Teramo) |

|  |           |                                           |
|  | Marcatori | 17’, 55’ Fernández 69’ Gómez 74’ Cuadrado |

| Firenze 5 dicembre 2014, ore 20:45 CET 14ª giornata | Fiorentina        | 0 – 0 referto | Juventus | Stadio Artemio Franchi (38.160 spett.)\| Arbitro: \| Rizzoli (Bologna) \| |
| Arbitro:                                            | Rizzoli (Bologna) |               |          |                                                                           |

| Arbitro: | Orsato (Schio) |

|                  |           |                                                            |
| Savić 60’ (aut.) | Marcatori | 44’ Borja Valero 47’ Savić 79’ Rodriguez 90+3’ El Hamdaoui |

| Arbitro: | Russo (Avellino) |

|            |           |             |
| Vargas 45’ | Marcatori | 57’ Tonelli |

| Arbitro: | Damato (Barletta) |

|           |           |  |
| Costa 11’ | Marcatori |  |

| Arbitro: | Mazzoleni (Bergamo) |

|                                                  |           |                                     |
| Pasqual 20’ Basanta 51’ Cuadrado 64’ Joaquín 74’ | Marcatori | 59’, 61’ Quaison 81’ (rig.) Belotti |

| Arbitro: | Cervellera (Taranto) |

|                |           |                             |
| Pellissier 72’ | Marcatori | 35’ Rodríguez 90+4’ Babacar |

#### Girone di ritorno
| Arbitro: | Banti (Livorno) |

|           |           |            |
| Gómez 19’ | Marcatori | 49’ Ljajić |

| Arbitro: | Rizzoli poi Di Bello (Bologna / Brindisi) |

|                       |           |               |
| Tătărușanu 14’ (aut.) | Marcatori | 54’ Rodríguez |

| Arbitro: | Tommasi (Bassano del Grappa) |

|                                      |           |                          |
| Basanta 18’ Diamanti 76’ Pasqual 89’ | Marcatori | 9’ Zappacosta 83’ Boakye |

| Arbitro: | Doveri (Roma) |

|             |           |                            |
| Berardi 67’ | Marcatori | 30’ Salah 32’, 62’ Babacar |

| Arbitro: | Guida (Torre Annunziata) |

|           |           |           |
| Salah 85’ | Marcatori | 87’ Vives |

| Arbitro: | Massa (Imperia) |

|  |           |           |
|  | Marcatori | 55’ Salah |

| Arbitro: | Tagliavento (Terni) |

|                                              |           |  |
| Biglia 6’ Candreva 65’ (rig.) Klose 75’, 85’ | Marcatori |  |

| Arbitro: | Russo poi Valeri (Nola / Roma) |

|                           |           |            |
| Rodríguez 83’ Joaquín 89’ | Marcatori | 56’ Destro |

| Arbitro: | Irrati (Pistoia) |

|                    |           |                |
| Wague 15’ Kone 62’ | Marcatori | 50’, 53’ Gómez |

| Arbitro: | Banti (Livorno) |

|                        |           |  |
| Diamanti 61’ Salah 64’ | Marcatori |  |

| Arbitro: | Damato (Barletta) |

|                                     |           |  |
| Mertens 23’ Hamšík 71’ Callejón 89’ | Marcatori |  |

| Arbitro: | Mazzoleni (Bergamo) |

|  |           |            |
|  | Marcatori | 90’ Obbadi |

| Arbitro: | Guida (Torre Annunziata) |

|               |           |                          |
| Gilardino 74’ | Marcatori | 7’, 59’ Čop 90+2’ Farias |

| Arbitro: | Banti (Livorno) |

|                               |           |                                 |
| Llorente 36’ Tévez 45+1’, 70’ | Marcatori | 33’ (rig.) Rodríguez 90’ Iličič |

| Arbitro: | Doveri (Roma 1) |

|                                      |           |               |
| Iličič 31’ (rig.), 35’ Gilardino 56’ | Marcatori | 59’ Rodrìguez |

| Arbitro: | Gervasoni (Mantova) |

|                              |           |                          |
| Saponara 31’ Mch'edlidze 77’ | Marcatori | 4’, 68’ Iličič 57’ Salah |

| Arbitro: | Tommasi (Bassano del Grappa) |

|                                       |           |  |
| Rodríguez 13’ Gilardino 30’ Salah 56’ | Marcatori |  |

| Arbitro: | Giacomelli (Trieste) |

|                       |           |                                     |
| Jajalo 26’ Rigoni 69’ | Marcatori | 23’ Iličič 33’ Gilardino 78’ Alonso |

| Arbitro: | Valeri (Roma) |

|                                          |           |  |
| Iličič 12’ Bernardeschi 76’ Badelj 90+3’ | Marcatori |  |

### Coppa Italia

#### Fase finale
| Arbitro: | Valeri (Roma) |

|                                   |           |             |
| Gómez 6’, 28’ Cuadrado 12’ (rig.) | Marcatori | 40’ Bianchi |

| Arbitro: | Damato (Barletta) |

|  |           |                |
|  | Marcatori | 65’, 89’ Gómez |

| Arbitro: | Valeri (Roma) |

|              |           |                |
| Llorente 24’ | Marcatori | 11’, 56’ Salah |

| Arbitro: | Massa (Imperia) |

|  |           |                                   |
|  | Marcatori | 21’ Matri 44’ Pereyra 59’ Bonucci |

### UEFA Europa League

#### Fase a gironi
| Arbitro: | Lechner |

|                                          |           |  |
| Vargas 34’ Cuadrado 67’ Bernardeschi 88’ | Marcatori |  |

| Arbitro: | Gil |

|  |           |                                          |
|  | Marcatori | 33’ Aquilani 62’ Iličič 67’ Bernardeschi |

| Arbitro: | Zwayer |

|  |           |            |
|  | Marcatori | 38’ Vargas |

| Arbitro: | Delferière |

|             |           |             |
| Pasqual 88’ | Marcatori | 81’ Martens |

| Arbitro: | Eskov |

|                    |           |                      |
| Beauvue 45’ (rig.) | Marcatori | 6’ Marin 13’ Babacar |

| Arbitro: | Balaj |

|           |           |                         |
| Marin 88’ | Marcatori | 39’ Kancavy 55’ Nikolić |

#### Fase a eliminazione diretta
| Arbitro: | Carballo |

|            |           |             |
| Soldado 6’ | Marcatori | 36’ Basanta |

| Arbitro: | Göçek |

|                     |           |  |
| Gómez 54’ Salah 71’ | Marcatori |  |

| Arbitro: | Lahoz |

|            |           |           |
| Iličič 17’ | Marcatori | 77’ Keita |

| Arbitro: | Çakır |

|  |           |                                            |
|  | Marcatori | 9’ (rig.) Rodríguez 18’ Alonso 22’ Basanta |

| Arbitro: | Marciniak |

|          |           |               |
| Lens 36’ | Marcatori | 90+2’ Babacar |

| Arbitro: | Eriksson |

|                        |           |  |
| Gómez 43’ Vargas 90+4’ | Marcatori |  |

| Arbitro: | Brych |

|                            |           |  |
| Vidal 17’, 55’ Gameiro 75’ | Marcatori |  |

| Arbitro: | Skomina |

|  |           |                       |
|  | Marcatori | 22’ Bacca 27’ Carriço |

## Statistiche

### Statistiche di squadra
| Competizione       | Punti | In casa | In casa | In casa | In casa | In casa | In casa | In trasferta | In trasferta | In trasferta | In trasferta | In trasferta | In trasferta | Totale | Totale | Totale | Totale | Totale | Totale | DR  |
| Competizione       | Punti | G       | V       | N       | P       | Gf      | Gs      | G            | V            | N            | P            | Gf           | Gs           | G      | V      | N      | P      | Gf     | Gs     | DR  |
| ------------------ | ----- | ------- | ------- | ------- | ------- | ------- | ------- | ------------ | ------------ | ------------ | ------------ | ------------ | ------------ | ------ | ------ | ------ | ------ | ------ | ------ | --- |
| Serie A            | 64    | 19      | 9       | 6       | 4       | 30      | 17      | 19           | 9            | 4            | 6            | 31           | 29           | 38     | 18     | 10     | 10     | 61     | 46     | +15 |
| Coppa Italia       | -     | 2       | 1       | 0       | 1       | 3       | 4       | 2            | 2            | 0            | 0            | 4            | 1            | 4      | 3      | 0      | 1      | 7      | 5      | +2  |
| UEFA Europa League | 13    | 7       | 3       | 2       | 2       | 10      | 6       | 7            | 4            | 2            | 1            | 11           | 6            | 14     | 7      | 4      | 3      | 21     | 12     | +9  |
| Totale             | 77    | 28      | 12      | 8       | 7       | 43      | 26      | 28           | 14           | 6            | 8            | 46           | 36           | 56     | 28     | 14     | 14     | 89     | 63     | +26 |

### Andamento in campionato
| Giornata  | 1  | 2  | 3  | 4 | 5  | 6 | 7  | 8  | 9  | 10 | 11 | 12 | 13 | 14 | 15 | 16 | 17 | 18 | 19 | 20 | 21 | 22 | 23 | 24 | 25 | 26 | 27 | 28 | 29 | 30 | 31 | 32 | 33 | 34 | 35 | 36 | 37 | 38 |
| --------- | -- | -- | -- | - | -- | - | -- | -- | -- | -- | -- | -- | -- | -- | -- | -- | -- | -- | -- | -- | -- | -- | -- | -- | -- | -- | -- | -- | -- | -- | -- | -- | -- | -- | -- | -- | -- | -- |
| Luogo     | T  | C  | T  | C | T  | C | C  | T  | C  | T  | C  | T  | T  | C  | T  | C  | T  | C  | T  | C  | T  | C  | T  | C  | T  | T  | C  | T  | C  | T  | C  | C  | T  | C  | T  | C  | T  | C  |
| Risultato | P  | N  | V  | N | N  | V | P  | N  | V  | P  | P  | V  | V  | N  | V  | N  | P  | V  | V  | N  | N  | V  | V  | N  | V  | P  | V  | N  | V  | P  | P  | P  | P  | V  | V  | V  | V  | V  |
| Posizione | 20 | 16 | 10 | 9 | 10 | 9 | 11 | 11 | 10 | 10 | 11 | 10 | 8  | 9  | 8  | 8  | 9  | 6  | 6  | 6  | 6  | 4  | 4  | 5  | 5  | 5  | 5  | 6  | 4  | 5  | 6  | 6  | 7  | 5  | 5  | 5  | 5  | 4  |

Fonte:  Serie A – Classifiche, su sport.sky.it, Sky Sport. URL consultato il 29 luglio 2014 (archiviato dall'url originale l'11 settembre 2014).
Legenda:

Luogo: C = Casa; T = Trasferta. Risultato: V = Vittoria; N = Pareggio; P = Sconfitta.

### Statistiche dei giocatori
| Giocatore       | Serie A  | Serie A | Serie A     | Serie A    | Coppa Italia | Coppa Italia | Coppa Italia | Coppa Italia | UEFA Europa League | UEFA Europa League | UEFA Europa League | UEFA Europa League | Totale   | Totale | Totale      | Totale     |
| Giocatore       | Presenze | Reti    | Ammonizioni | Espulsioni | Presenze     | Reti         | Ammonizioni  | Espulsioni   | Presenze           | Reti               | Ammonizioni        | Espulsioni         | Presenze | Reti   | Ammonizioni | Espulsioni |
| --------------- | -------- | ------- | ----------- | ---------- | ------------ | ------------ | ------------ | ------------ | ------------------ | ------------------ | ------------------ | ------------------ | -------- | ------ | ----------- | ---------- |
| M. Alonso       | 23       | 1       | 4           | 0          | 3            | 0            | 1            | 1            | 10                 | 1                  | 3                  | 0                  | 36       | 2      | 8           | 1          |
| A. Aquilani     | 24       | 0       | 5           | 0          | 2            | 0            | 0            | 0            | 6                  | 1                  | 1                  | 0                  | 32       | 1      | 6           | 0          |
| K. Babacar      | 19       | 7       | 2           | 0          | 3            | 0            | 0            | 0            | 5                  | 2                  | 1                  | 0                  | 27       | 9      | 3           | 0          |
| M. Badelj       | 21       | 1       | 3           | 0          | 3            | 0            | 2            | 0            | 13                 | 0                  | 2                  | 0                  | 37       | 1      | 7           | 0          |
| J. Basanta      | 24       | 2       | 3           | 0          | 3            | 0            | 1            | 0            | 10                 | 2                  | 3                  | 1                  | 37       | 4      | 7           | 1          |
| R. Bagadur      | 1        | 0       | 0           | 0          | 0            | 0            | 0            | 0            | 0                  | 0                  | 0                  | 0                  | 1        | 0      | 0           | 0          |
| F. Bernardeschi | 7        | 1       | 2           | 0          | 0            | 0            | 0            | 0            | 3                  | 2                  | 0                  | 0                  | 10       | 3      | 2           | 0          |
| J. Brillante    | 2        | 0       | 0           | 0          | 0            | 0            | 0            | 0            | 0                  | 0                  | 0                  | 0                  | 2        | 0      | 0           | 0          |
| J. Cuadrado     | 17       | 4       | 5           | 0          | 1            | 1            | 0            | 0            | 5                  | 1                  | 0                  | 0                  | 23       | 6      | 5           | 0          |
| A. Diamanti     | 11       | 2       | 3           | 0          | 4            | 0            | 0            | 0            | 0                  | 0                  | 0                  | 0                  | 15       | 2      | 3           | 0          |
| M. El Hamdaoui  | 3        | 1       | 1           | 0          | 0            | 0            | 0            | 0            | 0                  | 0                  | 0                  | 0                  | 3        | 1      | 1           | 0          |
| M. Fernández    | 29       | 2       | 1           | 0          | 4            | 0            | 1            | 0            | 8                  | 0                  | 0                  | 0                  | 41       | 2      | 2           | 0          |
| A. Gilardino    | 14       | 4       | 0           | 0          | 0            | 0            | 0            | 0            | 0                  | 0                  | 0                  | 0                  | 14       | 4      | 0           | 0          |
| M. Gómez        | 20       | 4       | 3           | 0          | 4            | 4            | 0            | 0            | 8                  | 2                  | 1                  | 0                  | 32       | 10     | 4           | 0          |
| A. Hegazy       | 0        | 0       | 0           | 0          | 0            | 0            | 0            | 0            | 0                  | 0                  | 0                  | 0                  | 0        | 0      | 0           | 0          |
| J. Kurtić       | 21       | 1       | 4           | 1          | 2            | 0            | 1            | 0            | 5                  | 0                  | 2                  | 0                  | 28       | 1      | 7           | 1          |
| J. Iličič       | 25       | 8       | 5           | 0          | 2            | 0            | 0            | 0            | 7                  | 2                  | 1                  | 0                  | 34       | 10     | 6           | 0          |
| O. Jakovenko    | 0        | 0       | 0           | 0          | 0            | 0            | 0            | 0            | 0                  | 0                  | 0                  | 0                  | 0        | 0      | 0           | 0          |
| Joaquín         | 23       | 2       | 1           | 0          | 3            | 0            | 0            | 0            | 8                  | 0                  | 1                  | 0                  | 34       | 2      | 2           | 0          |
| L. Lezzerini    | 0        | 0       | 0           | 0          | 0            | 0            | 0            | 0            | 0                  | 0                  | 0                  | 0                  | 0        | 0      | 0           | 0          |
| A. Lazzari      | 3        | 0       | 0           | 0          | 0            | 0            | 0            | 0            | 6                  | 0                  | 0                  | 0                  | 9        | 0      | 0           | 0          |
| C. Lupatelli    | 0        | 0       | 0           | 0          | 0            | 0            | 0            | 0            | 0                  | 0                  | 0                  | 0                  | 0        | 0      | 0           | 0          |
| M. Marin        | 0        | 0       | 0           | 0          | 0            | 0            | 0            | 0            | 4                  | 2                  | 0                  | 0                  | 4        | 2      | 0           | 0          |
| S. Minelli      | 0        | 0       | 0           | 0          | 0            | 0            | 0            | 0            | 1                  | 0                  | 1                  | 0                  | 1        | 0      | 1           | 0          |
| N. Neto         | 29       | -34     | 4           | 0          | 2            | -4           | 0            | 0            | 7                  | -7                 | 1                  | 0                  | 38       | -45    | 5           | 0          |
| Octávio         | 0        | 0       | 0           | 0          | 0            | 0            | 0            | 0            | 0                  | 0                  | 0                  | 0                  | 0        | 0      | 0           | 0          |
| M. Pasqual      | 18       | 2       | 2           | 0          | 1            | 0            | 0            | 0            | 7                  | 1                  | 0                  | 0                  | 26       | 3      | 2           | 0          |
| D. Pizarro      | 26       | 0       | 4           | 0          | 1            | 0            | 0            | 0            | 10                 | 0                  | 2                  | 0                  | 37       | 0      | 6           | 0          |
| G.J. Rodríguez  | 30       | 7       | 10          | 1          | 3            | 0            | 1            | 0            | 10                 | 1                  | 2                  | 0                  | 43       | 8      | 13          | 1          |
| A. Rosati       | 0        | 0       | 0           | 0          | 0            | 0            | 0            | 0            | 0                  | 0                  | 0                  | 0                  | 0        | 0      | 0           | 0          |
| A. Rosi         | 4        | 0       | 1           | 0          | 0            | 0            | 0            | 0            | 0                  | 0                  | 0                  | 0                  | 4        | 0      | 1           | 0          |
| G. Rossi        | 0        | 0       | 0           | 0          | 0            | 0            | 0            | 0            | 0                  | 0                  | 0                  | 0                  | 0        | 0      | 0           | 0          |
| M. Richards     | 10       | 0       | 1           | 0          | 2            | 0            | 0            | 0            | 7                  | 0                  | 0                  | 0                  | 19       | 0      | 1           | 0          |
| M. Salah        | 16       | 6       | 0           | 0          | 2            | 2            | 0            | 0            | 8                  | 1                  | 1                  | 0                  | 26       | 9      | 1           | 0          |
| S. Savić        | 29       | 2       | 5           | 1          | 3            | 0            | 0            | 0            | 9                  | 0                  | 2                  | 0                  | 41       | 2      | 7           | 1          |
| C. Tătărușanu   | 9        | -12     | 0           | 0          | 2            | -1           | 0            | 0            | 7                  | -5                 | 0                  | 0                  | 18       | -18    | 0           | 0          |
| N. Tomović      | 24       | 1       | 4           | 0          | 2            | 0            | 0            | 0            | 10                 | 0                  | 1                  | 0                  | 36       | 1      | 5           | 0          |
| B. Valero       | 28       | 2       | 7           | 0          | 3            | 0            | 1            | 0            | 10                 | 0                  | 2                  | 0                  | 41       | 2      | 10          | 0          |
| J.M. Vargas     | 19       | 1       | 2           | 0          | 1            | 0            | 0            | 0            | 9                  | 3                  | 1                  | 0                  | 29       | 4      | 3           | 0          |

## Giovanili

### Organigramma societario
Area direttiva
- Direttore settore giovanile: Eduardo Macia
- Amministratore unico e Responsabile sviluppo ed efficientamento settore giovanile: Vincenzo Vergine
- Segreteria sportiva: Luigi Curradi
- Team Manager primavera: Rocco De Vincenti
- Area logistico organizzativa: Vincenzo Vergine (ad interim)
- Responsabile sicurezza prevenzione e protezione: Ettore Lambertucci
- Area gestionale e amministrativa: Elena Tortelli
- Area servizi generali: Maria Malearov, Cristina Mugnai
- Trasporti, vitto e alloggi: Roberto Trapassi
- Magazzino: Riccardo Degl'Innocenti, Sonia Meucci
- Autisti: Giorgio Russo, Kamal Wesumperuma

Area tecnica e sanitaria
- Area reclutamento: Maurizio Niccolini, Stefano Cappelletti
- Area fisica: Vincenzo Vergine
- Area medico-sanitaria: Giovanni Serni
- Area tutoraggio e formazione: Roberto Trapassi, Camilla Linari, Laura Paoletti, Francesca Soldi
- Allenatore Primavera: Federico Guidi
- Allenatore Allievi Nazionali: Agostino Iacobelli
- Allenatore Allievi Lega Pro: Cristiano Masitto
- Allenatore Giovanissimi: Alessandro Grandoni

### Piazzamenti
- Primavera:
  - Campionato: 1º Girone A - Semifinale
  - Coppa Italia: Ottavi di finale
  - Torneo di Viareggio: Semifinale
  - Torneo Città di Vignola: Finale
- Allievi Nazionali:
  - Campionato:
  - Trofeo di Arco "Beppe Viola":